# تپه‌های سه‌گانه موسی روانسر
تپه‌های سه‌گانه موسی روانسر مربوط به دوران پیش از تاریخ ایران باستان تا دوران‌های تاریخی پس از اسلام است و در شهرستان روانسر، ابتدای جاده روانسر، جنوب جاده واقع شده و این اثر در تاریخ ۸ اسفند ۱۳۷۷ با شمارهٔ ثبت ۲۲۷۰ به‌عنوان یکی از آثار ملی ایران به ثبت رسیده است.